# Gitanas Nausėda
Gitanas Nausėda, litvanski politik, * 19. maj 1964, Klaipėda, Litva.
Nausėda je trenutni predsednik Republike Litve.

## Mladost
Rodil se je v litvanskem obmorskem mestu Klaipėda, kjer je obiskoval tudi gimnazijo. Leta 1982 se je v glavnem mestu Vilni vpisal na Fakulteto za industrijsko ekonomijo, med letoma 1987 in 1989 pa je študiral še na ekonomski fakulteti. Med letoma 1990 in 1992 je opravljal prakso na univerzi v Mannheimu v Nemčiji v okviru štipendije DAAD. Leta 1993 je doktoriral na temo Dohodkovna politika pod inflacijo in stagflacijo.
Po študiju se je zaposlil v več raziskovalnih centrih oz. inštitutih, med njimi v Raziskovalnem inštitutu za ekonomijo in privatizacijo. Leta 1993 delal v litvanskem Svetu za konkurenco. Deloval je tudi v banki Litva. Od leta 2000 do 2008 je bil glavni ekonomist in svetovalec predsednika AB Vilniaus Bankas. Leta 2009 je bil imenovan za izrednega profesorja na Visoki poslovni šoli na Univerze v Vilni, od leta 2008 do 2018 pa je bil sočasno finančni analitik ter glavni ekonomist v SEB Bankas.

## Predsednik Litve
17. septembra 2018, slabih osem mesecev pred predsedniškimi volitvami v Litvi, je Nausėda napovedal svojo kandidaturo. V prvem krogu je za manj kot pol odstotka zaostal za prav tako neodvisno kandidatko Ingrido Šimonytė, ki pa jo je v drugem krogu, ki je potekal 26. maja 2019, porazil z dobrimi 66 % glasov. Na mesto predsednika je bil umeščen 12. julija 2019. 
Za ponovno izvolitev se je potegoval na predsedniških volitvah 2024 in v drugem krogu, ki je potekal 26. maja 2024, zmagal s 74,4 odstotki glasov, kar je bila največja prednost v zgodovini litovskih predsedniških volitev.

## Zasebno
Od leta 1990 je poročen z Diano Nausėdienė, s katero ima dve hčerki.
Poleg litovščine govori tudi angleško, nemško in rusko.